# Ульссон, Ян-Эрик
Ян-Э́рик У́льссон (швед. Jan-Erik Olsson; род. 16 апреля 1941) — шведский преступник, захвативший в заложники четырёх сотрудников банка Kreditbanken в центре Стокгольма в 1973 году и удерживавший их в течение шести суток. В течение этого времени и после освобождения некоторые заложники защищали и оправдывали Ульссона из-за возникшей к нему симпатии, которая впоследствии была исследована психологами и получила название «Стокгольмский синдром».

## Биография
Ян-Эрик Ульссон родился в маленьком городе Хельсингборг на юге Швеции в 1941 году.
В 1973 году бежал из тюрьмы и попытался ограбить банк, захватив в заложники его сотрудников (трех женщин и одного мужчину), однако в результате полицейской операции был арестован.
За это преступление Ульссон был приговорен к 10 годам тюремного заключения. Во время заключения он получил тысячи писем от поклонниц, многие из которых навещали его в тюрьме, в том числе двое из трех женщин-заложниц. На одной из этих поклонниц (не являвшейся заложницей) Ульссон после освобождения женился.
После отбытия срока Ульссон взялся за старое и в течение десяти лет находился в национальном и международном розыске за финансовые преступления.
В 1996 году Ульссон перебрался в Таиланд, где прожил до 2013 года. Ульссон был четырежды женат и является отцом девятерых детей.
В 2006 году 65-летний Ульссон явился с повинной в полицейский участок в своём родном городе Хельсингборг и заявил, что хочет «избавиться от багажа, который носил 15 лет». В полицейском участке Улльсон узнал, что его дело прекращено в связи с истечением срока давности.
В 2013 году Ульссон вернулся в Швецию и в настоящее время живёт в своём родном Хельсингборге, занимается продажей подержанных автомобилейи, по его словам, иногда видится со своими бывшими заложницами.